# Burg Läusepelz
Die Burg Läusepelz (lateinisch Laudis Palatium, polnisch Zamek w Rybnicy) ist die Ruine einer Höhenburg im Dorf Rybnica (deutsch: Reibnitz) in der Woiwodschaft Niederschlesien in Polen. Sie liegt auf einem bewaldeten felsigen Hügel, neun Kilometer westlich von Jelenia Góra (Hirschberg) südlich des vormaligen Rittergutes Reibnitz in Richtung Stara Kamienica (Alt-Kemnitz). Die Ruine steht unter Denkmalschutz.

## Geschichte
Die Burg Läusepelz war wahrscheinlich Sitz des schlesischen Adelsgeschlechts Reibnitz. Sie soll im 13. Jahrhundert errichtet worden sein, da eine bis 1758 erhaltene Wandinschrift die Jahreszahl 1243 enthielt. Möglicherweise handelt es sich aber auch um ein ehemaliges Beginenkloster.
Die Burg, die zum Herzogtum Schweidnitz gehörte, wurde zunächst lateinisch als „Laudis Palatium“ bezeichnet, was später zu „Läusepelz“ verballhornt wurde. Die ersten schriftlichen Quellen, die die Existenz der Burg belegen, stammen aus dem Jahr 1365, als sich der böhmische Landesherr Kaiser Karl IV. in der Burg aufhielt.
Die Burg wurde im 15. Jahrhundert durch die Hussiten zerstört, im 16. Jahrhundert jedoch als Festes Haus wiederaufgebaut. Zumindest bis 1742 waren die Zierotin Besitzer, danach der Hirschberger Kaufmann George Friedrich Smith. In der zweiten Hälfte des 18. Jahrhunderts erfolgten Umbauten, 1837 wurde die Burg mit Schloss Altkemnitz zu einem Majorat vereinigt. Die als Lager genutzte Burg verfiel im 19. Jahrhundert zusehends.
Auf dem Geländesattel vor der Burg wurde für Herbert Stabrin, Teilhaber der Stonsdorfer Likörfabrik, ein großes Wohnhaus errichtet.

## Architektur
Das ursprüngliche Erscheinungsbild der Ruine ist in Stichen aus dem 18. Jahrhundert überliefert. Die Burg war ein zweistöckiges Gebäude mit rechteckigem Grundriss. An der Ruine ist die Grundstruktur des Hauses mit kleineren gewölbten Räumen im Erdgeschoss und Saal im ersten Obergeschoss noch ablesbar. Möglicherweise hatte die Burg einen westlichen Rundturm. Nach einer Zeichnung von Friedrich Bernhard Werner hatte die Burg ein Satteldach.